# قضية كيز ضد شركة كارولينا كوتش

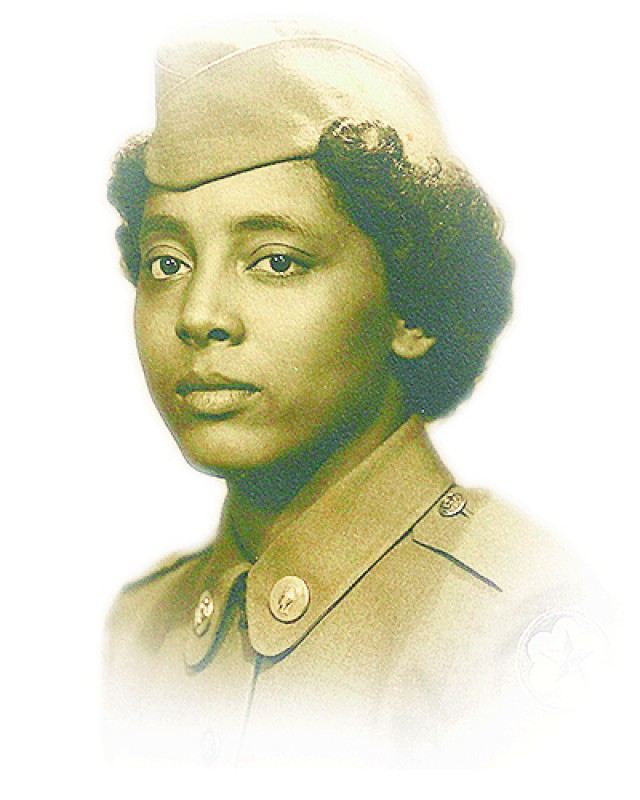

كانت قضية سارة كيز ضد شركة كارولينا كوتش في عام 1955 إحدى القضايا البارزة في مجال الحقوق المدنية في الولايات المتحدة إذ استجابت لجنة التجارة بين الولايات لشكوى قدمت عن الفصل العنصري في الحافلات في عام 1953 من قبل امرأة تدعى سارة لويز كيز تعمل في إحدى شركات سلاح الجيش النسائي -بشكل منفصل عن التزامها التاريخي بقضية «بليسي ضد فيرغسون»- ولكن لنفس السبب، وفسرت قرار عدم التمييز في قانون التجارة بين الولايات على أنه يحظر الفصل بين المسافرين السود في الحافلات التي تسافر عبر الخطوط التابعة للدولة.
رُفعت القضية عشية انفجار حركة الحقوق المدنية في العاصمة واشنطن من قبل المحامي يوليوس وينفيلد روبرتسون وشريكته دوفي جونسون والتي كانت عضوًا سابقًا في الجيش النسائي والتي تمتلك تجارب سابقة مع حافلات جيم كرو خلال فترة تجنيدها في الحرب العالمية الثانية الأمر الذي جعلها تأخذ القضية كمهمة شخصية. تمثل قضية كيز ضد شركة كارولينا كوتش بالإضافة إلى قضية إلغاء الفصل في القطارات المرافقة لها علامة فارقة في المعارك القانونية من أجل الحقوق المدنية.
الحكم الذي أُعلن في نوفمبر 1955 قبل ستة أيام من تحدي روزا باركس التاريخي لقوانين جيم كرو للولاية على حافلات مونتغمري طَبّق منطق المحكمة العليا في الولايات المتحدة في قضية براون ضد مجلس التعليم لأول مرة في مجال السفر بين الولايات، إذ أُغلقت الثغرة القانونية التي كانت تستغلها شركات الحافلات الخاصة منذ فترة طويلة لفرض أنظمة جيم كرو الخاصة بها على المسافرين السود بين الولايات. كانت قضية كيز ضد كارولينا كوتش هي الرفض الوحيد الصريح الذي قدمه أي من الطرفين في محكمة أو هيئة إدارية اتحادية لعقيدة «بليسي ضد فيرغسون» في مجال السفر بالحافلات عبر الولايات. كان إصدار الحكم نقطة تحول تاريخية قانونياً في وقت إصداره وأُصدر مرة أخرى في عام 1961 عندما استحضر المدعي العام روبرت كينيدي القضية في معركته الناجحة لإنهاء قانون جيم كرو للسفر خلال حملة «فرسان الحرية».

## الخلفية

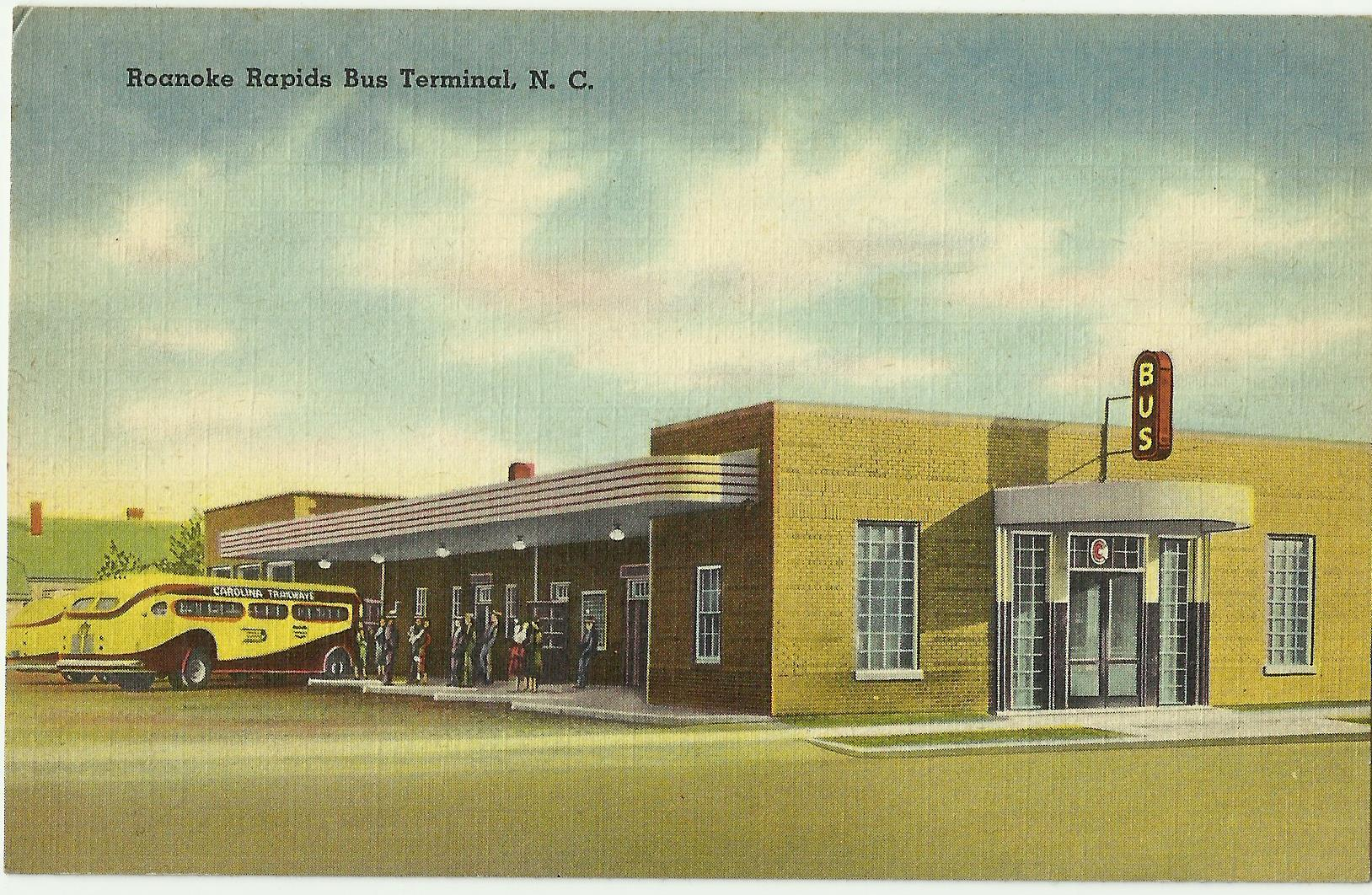
بطاقة بريدية من الإضافة إلى مجموعة Massengill، PhC.184، أرشيف ولاية كارولينا الشمالية، رالي، كارولاينا الشمالية

بدأت قضية كيز بعد حادثة وقعت في محطة للحافلات في بلدة رونوك رابيدز بولاية نورث كارولينا في 1 أغسطس 1952 بعد منتصف الليل بقليل عندما أجبر سائق حافلة محلي إحدى الأمريكيات من أصل أفريقي والتي تدعى سارة كيز أثناء سفرها إلى المنزل في إجازة على نقل مقعدها الواقع في الجزء الأمامي من السيارة من أجل إحدى أفراد المشاة في القوات البحرية. كانت قوانين جيم كرو تحكم السفر عبر الحافلات عند وقوع الحادث على الرغم من حكم المحكمة العليا لعام 1946 والذي كان يهدف إلى وضع حد لهذه الممارسة. أعلن قرار مورغان ضد فرجينيا (328 الولايات المتحدة 373 (1946)) أن قوانين جيم كرو لا تعمل على الحافلات بين الولايات على أساس أن فرض قوانين متباينة على نطاق واسع على المسافرين السود الذين يتحركون عبر خطوط الدولة سيؤدي لتغييرات متعددة للمقاعد وبالتالي ستخلق نوعاً من الاضطراب وعدم الاتساق الأمر الذي يحظره بند التجارة في دستور الولايات المتحدة.
نجحت شركات النقل الجنوبية بإقرار قواعد الفصل الخاصة بها بتفادي قرار مورغان، وظلت تلك القواعد خارج نطاق اختصاص الولايات والمحاكم الفيدرالية لأنها تتعلق بالأعمال التجارية الخاصة. وبالإضافة إلى ذلك فإن الوكالة الفيدرالية المكلفة بتنظيم شركات النقل وهي لجنة التجارة بين الولايات قد فسّرت حظر التمييز تاريخياً في قانون التجارة بين الولايات على أنه يسمح بإقامة أماكن منفصلة ما دامت بشكل عادل.
ظلت سياسة المحكمة الجنائية الدولية المنفصلة ولكن العادلة والتي أيدتها المحكمة العليا للولايات المتحدة في قضية الفصل في الحافلات والقطارات عام 1950 والمعروفة باسم هندرسون ضد الولايات المتحدة (399 US 816 (1950 هي القاعدة المتبعة في وسائل النقل العام.
عندما غادرت سارة كيز موقعها في واك في فورت ديكس بولاية نيوجيرسي مساء 31 يوليو 1952 متجهة إلى مسقط رأسها في واشنطن في كارولينا الشمالية استقلت حافلة في نيوجيرسي ونقلتها لواشنطن العاصمة في كارولينا دون حوادث في ممرات الباص إذ جلست في المقعد الخامس من الأمام في القسم الأبيض. وعندما توقفت حافلتها في محطة «رونوكي رابيد» استقل سائق جديد الحافلة وطالبها بالامتثال لقانون جيم كرو للسفر والانتقال إلى ما يسمى «القسم الملون» في الجزء الخلفي من الحافلة لكي تجلس المرأة البيضاء التابعة للبحرية على مقعدها. وعندما رفضت التحرك أفرغ السائق الحافلة ونقل الركاب الآخرين إلى سيارة أخرى ومنع كيز من الصعود إليها. وتبع ذلك مشادة كلامية وبعدها قُبض على كيز واتُهمت بالسلوك غير المنضبط وسُجنت بزنزانة منفردة طوال الليل ثم أدينت بتهمة السلوك غير المنضبط وغُرّمت 25 دولارًا.
نقلت كيز ووالدها القضية إلى مكتب الرابطة الوطنية لتقدم الأشخاص الملونين (NAACP) والتي يرأسها فرانك ديفيز أستاذ الحقوق في جامعة هاوارد في واشنطن العاصمة -اعتراضاً منهما على الحكم الصادر عن المحكمة الابتدائية في ولاية كارولينا الشمالية التي تؤيد التهمة- أحال ريفز قضية كيز إلى طالبة القانون السابقة دوفي جونسون راوندتري إذ اعتقد أن خدمتها في الحرب العالمية الثانية في فيلق جيش المرأة ستجعلها مناصرة مثالية لسارة كيز. إذ طُردت سابقاً دوفي والتي كانت تعمل كمجنِّدة لـ WAC في أعماق الجنوب من حافلة في ميامي بفلوريدا في حادثة عام 1943 بطريقة تشبه تماماً تجربة سارة كيز. ساعدت راوندتري شريكها في القانون ومعلمها يوليوس وينفيلد روبرتسون باستلام القضية وتقدمت بشكوى ضد كل من شركة النقل الشمالية التي نقلت كيز إلى واشنطن والناقلة الجنوبية «كارولينا تريلوايز» التي ارتكبت الخطأ، وعلى الرغم من أن روبرتسون وراوند تري لم يكونا قد أمضيا سوى عام في نقابة المحامين في خريف عام 1952 عندما تعهدا بتمثيل سارة كيز ولكنهما كانا قد تدربا في كلية الحقوق بجامعة هاوارد تحت يد محامين مشهورين في مجال الحقوق المدنية مثل ثورجود مارشال وجيمس نابريت جونيور وجورج هايس وكانا مشاركين بعمق في الحركة التي دعت لتفكيك الفصل في المحاكم. وكتبت ديوفي راوند تري في سيرتها الذاتية عن العلاقة الفريدة التي تربطها بموكلتها: «كان الأمر كما لو أنني كنت أنظر في المرآة، كان إحساسي قوياً بالمشي حيث سارت سارة كيز».

## معركة السنوات الثلاث
المفارقة بين العميلة سارة كيز والشراكة الشابة لروبرتسون وراوندتري أثبتت أمراً غير متوقع حدث في توقيت القضية التي تكشفت خلال فترة العامين والتي استمعت فيها المحكمة العليا للولايات المتحدة إلى مرافعات شفهية في القضية التاريخية لإلغاء التمييز العنصري في المدارس «قضية براون ضد مجلس التعليم». عندما رفضت محكمة المقاطعة الأمريكية لمقاطعة كولومبيا في 23 فبراير 1953 شكوى كيز لأسباب قضائية، اختار روبيرتسون وراوندتري عرض قضيتهم أمام لجنة التجارة المشتركة بين الولايات إذ اعتقدوا أنها قد تقتنع بإعادة تقييم تفسيرها التقليدي لقانون التجارة بين الولايات بنفس الطريقة التي تُعيد بها المحكمة العليا تقييم تفسيرها للتعديل الرابع عشر.
أصبحت سارة كيز أول شخص أسود يحضر ويقدم شكوى أمام اللجنة بشأن مسألة حافلة جيم كرو، كان هذا في الأول من سبتمبر 1953 وقبل شهرين من تقديم ثورجود مارشال وفريقه القانوني للجولة الثانية من المرافعات الشفوية في قضية براون قبل أن تؤكد المحكمة العليا أن بند «الحماية المتساوية» الوارد في التعديل الرابع عشر يحظر الفصل.
أدانت المفوضية في 7 نوفمبر 1955 في حكم تاريخي «منفصل ولكن عادل» في المجال الذي بدأت فيه المواصلات العامة. في قضية كيز وفي قضية القطار المصاحب لـ NAACP والتي تهاجم الفصل على السكك الحديدية وفي غرف الانتظار النهائية، إذ أصدرت المحكمة الجنائية الدولية قراراً ضد شركة «لويس سانتافي للسكك الحديدية» وقضت المحكمة الجنائية الدولية بأن قانون التجارة بين الولايات يحظر الفصل العنصري نفسه.
حظر قرار كيز الذي أُعلن عنه قبل أسبوع واحد فقط من تحدي روزا باركس لقوانين الفصل في الحافلات في مدينة مونتغومري الفصل العنصري باعتباره اعتداءً على شخصية المسافرين السود وعقد جزئياً: «نخلص إلى أن تحديد المقاعد على الحافلات بين الولايات والمصممة على أنها تعني الدونية المتأصلة للمسافر فقط بسبب العرق أو اللون يجب اعتبارها إخضاع المسافر للتمييز غير العادل والتحيز والعيوب غير المبررة وغير المعقولة، لاحظنا أن ممارسة المدعى عليه التي تتطلب أن يحتل مسافرو الطريق السريع مساحة أو مقعدًا في أجزاء محددة من حافلاتها تُخضع هؤلاء المسافرين للتمييز غير العادل والتحيز والعيوب غير المبررة وغير المعقولة في انتهاك للمادة 216 (د) من قانون السفر وقانون التجارة وبالتالي فهو غير قانوني».